# August Johansson (skolman)
Adolf August Emanuel Johansson, född 21 september 1871 i Uppsala, död 24 april 1960 i Stockholm, var en svensk skolman och författare.
Johansson var son till biskop Martin Johansson.
Johansson blev teologie doktor i Uppsala 1904 med avhandlingen G.T. i kristendomsundervisningen, lektor i Gävle 1905, läroverksråd 1914 och undervisningsråd 1919. Johansson intresserade sig främst för kristendomsundervisningen, och utgav ett flertal skrifter inom ämnet, bland andra Lilla katekesens plats i kristendomsundervisningen (1910), Kyrkan och undervisningsväsendet (1929) samt Till frågan om religionsundervisningen (1919).